# Gladys Smuckler Moskowitz
Gladys Smuckler Moskowitz, née le 25 janvier 1928 à Philadelphie et morte le 25 mai 2024, est une chanteuse, compositrice et professeur américaine.

## Biographie
Diplômée du Brooklyn College, elle a travaillé comme professeur, chef de chœur et compositrice. Elle a été chanteuse folk aux États-unis et en Europe,.
En 2003, son opéra de chambre The Fountain of Youth, basé sur le roman Dr. Heidegger's Experiment de Nathaniel Hawthorne, a remporté une mention spéciale lors du Nancy Van de Vate International Opera Competition for Women. Sa musique est jouée internationalement.

## Œuvres
- Grass, sur un poème de Carl Sandburg
- Chicken Little, The Sky Is Falling!, opéra de chambre satirique, interprété par le Bluegrass Chamber Orchestra, Lexington, Kentucky, 2009.
- More than a Voice
- More than a Voice, opéra de chambre
- Three Love Songs on Poems of Sara Teasdale: "Joy" ; "Advice to a Girl" ; "Gifts". Première à New York, 2008[5].
- Psalm 23, pour piano, hautbois, violoncelle et voix
- The Masque of the Red Death, drame lyrique en deux actes d'après Poe
- The Buried Life, pour mezzo-soprano et piano
- Three Songs of Passion, pour piano, flûte, violoncelle et voix, sur des poèmes de Cheryl Yuzik